# Lucerne (Québec)
Pour les articles homonymes, voir Lucerne (homonymie).
Lucerne (appelée Hull-Partie-Sud ou Hull-Sud jusqu'en 1964), est une ancienne municipalité de canton de l'Outaouais, au Québec, ayant existé de 1880 à 1975.
Érigée en tant que municipalité de canton sous le nom de Hull-Partie-Sud en 1880, elle prend le nom de Lucerne en 1964. Elle est l'une des trois municipalités à fusionner pour former la ville d'Aylmer en 1975.

## Histoire

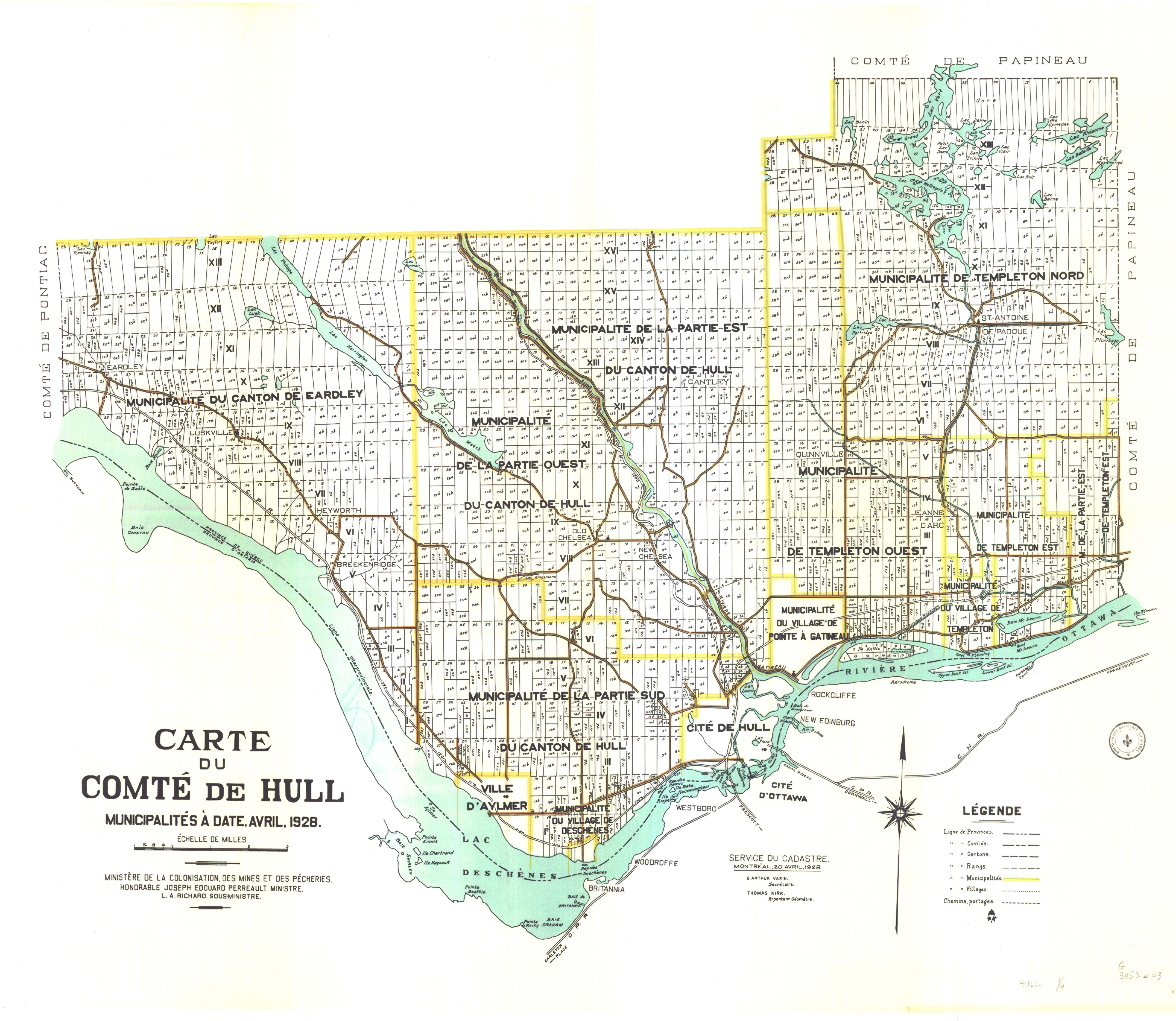
Carte du comté de Hull en 1928 dans sa portion méridionale. Lucerne porte alors le nom de Hull-Sud.

La municipalité de Hull-Sud est créée en 1878 et incorporée en 1880, lors de la division du canton de Hull,. Robert Hugues Conroy, le premier maire de la municipalité, est élu le 15 août 1895. Elle prend le nom de Lucerne en 1964.
Les municipalités de Deschênes, de Lucerne et d'Aylmer sont fusionnés en 1975 sous le nom de cette dernière. Un référendum l'année suivante, qui met en compétition ces trois noms en plus de l'option Portage-du-Lac, a comme résultat l'adoption du toponyme Aylmer. En 2002, cette municipalité est elle-même rattachée à la municipalité de Gatineau , dans laquelle Lucerne est représenté par un district électoral au sein du secteur d'Aylmer.

## Politique et administration
| Nom                        | Période de fonction | Période de fonction |
| Nom                        | Début               | Fin                 |
| -------------------------- | ------------------- | ------------------- |
| Robert Hugues Conroy       | 15 août 1895        | juin 1905           |
| Samuel H. Edey             | juin 1905           | janvier 1909        |
| William H. McConnell       | 11 janvier 1909     | janvier 1912        |
| Samuel Stewart             | 8 janvier 1912      | novembre 1919       |
| William H. McConnell       | 19 novembre 1919    | novembre 1920       |
| Samuel Arbuckle            | novembre 1920       | janvier 1921        |
| William Maxwell            | janvier 1921        | 26 janvier 1931     |
| Frederick Ferris           | 2 février 1931      | novembre 1958       |
| Arthur Grimes              | 30 novembre 1948    | mai 1949            |
| Hibbert Vipond             | 16 mai 1949         | 6 octobre 1952      |
| Thomas C. Radmore          | 6 octobre 1952      | mai 1957            |
| Thomas Graham Mayburry     | 22 mai 1957         | 1961                |
| Jules Loeb                 | 1961                | mai 1963            |
| Gaston Isabelle            | 22 mai 1963         | janvier 1966        |
| Gilbert W. Nadeau          | 26 janvier 1966     | mai 1967            |
| Raymond roger              | 19 mai 1967         | novembre 1969       |
| Maurice Beaulieu           | 17 novembre 1969    | novembre 1971       |
| Denis Roberge              | 8 novembre 1971     | novembre 1973       |
| Henri Laflamme             | 5 novembre 1973     | 1er janvier 1975    |
| Source : Ville de Gatineau |                     |                     |

## Évolution démographique
| 1921  | 1931  | 1941  | 1951  | 1956  | 1961  | 1966  | 1971  |
| ----- | ----- | ----- | ----- | ----- | ----- | ----- | ----- |
| 1 917 | 1 961 | 2 321 | 3 637 | 4 784 | 5 762 | 8 282 | 8 611 |